# Cmentarz wojenny nr 392 – Kocmyrzów
Cmentarz wojenny nr 392 – Kocmyrzów – nieistniejący już austriacki cmentarz wojenny z okresu I wojny światowej wybudowany przez Oddział Grobów Wojennych C. i K. Komendantury Wojskowej w Krakowie i znajdujący się na terenie jego okręgu XI Twierdza Kraków.
Znajdował się na terenie miejscowości Kocmyrzów, nieopodal dawnego Urzędu Celnego. W latach 30. XX wieku cmentarz zlikwidowano, prochy żołnierzy ekshumowano i przeniesiono na Cmentarz wojenny nr 388 – Kraków-Rakowice.
Pochowano na nim 34 żołnierzy austro-węgierskich. Cmentarz projektował Hans Mayr.